# Водний стадіон (станція метро)
55°50′23″ пн. ш. 37°29′11″ сх. д. / 55.83972° пн. ш. 37.48639° сх. д.
«Во́дний стадіо́н» (рос. Водный стадион) — станція Замоскворіцької лінії Московського метрополітену. Розташована між станціями «Річковий вокзал» та «Войковська», на території районів «Головинський» і «Войковський» Північного адміністративного округу міста Москви.
Станція відкрита 31 грудня 1964. Назва по розташованому поруч на Хімкинському водосховищі водному стадіону «Динамо», нині закинутого.

## Технічна характеристика
Конструкція станції — колонна трипрогінна мілкого закладення (глибина закладення — 6 метрів), побудована за типовим проєктом. На станції два ряди по 40 чотиригранних колон з кроком 4 метри. Відстань між осями рядів колон — 5,9 метри.

## Колійний розвиток
Станція без колійного розвитку.

## Пересадки
- Автобуси: 65, 65к, 70, 72, 123, 139, 243, 500, 565, 570, 594, 595, 621, 698, 888, т6, т43, н1;

## Оздоблення
Станція «Водний стадіон» була побудована при володарюванні М. С. Хрущова після виходу постанови 1955 «Про усунення надмірностей у проєктуванні та будівництві», тому вона має скромне оздоблення. Верхні частини колійних стін оздоблені білою керамічною плиткою. Цоколь стін покритий двома смугами фіолетової плитки, що символізують воду. Легкі колони станції облицьовані сірим смугастим мармуром Черновського родовища. Підлога викладена гранітними плитами сірих тонів. Підмурівок колон обрамлено білими квадратами з мармуру «коєлга». У цілому три станції відкритої в 1964 році ділянки були побудовані за типовим проєктом і відрізняються лише оздобленням колон і колійних стін. На колійних стінах висять рекламні банери. За кількістю — по два на кожній стіні, тобто всього 4. Також є дві лавки. Одна з них розташована біля північного виходу, а інша — біля південного. У центрі станції стоїть колона екстреного виклику.

## Вестибулі
Два наземні вестибулі виконані за типовим проєктом. Це засклені залізобетонні павільйони. З платформи у вестибюль можна потрапити по ескалатору, спуститися з вестибюля на платформу можна по сходах. Ескалатори моделі ЕТ-5М встановлені в 1996 (північний вихід) і 1998 роках (південний вихід).

## Ресурси Інтернету
- Водний стадіон. Офіційний сайт Московського метрополітену. Архів оригіналу за 9 березня 2013. Процитовано 23 листопада 2013. (рос.)
- «Водний стадіон» на сайті Артемія Лебєдєва metro.ru [Архівовано 1 січня 2014 у Wayback Machine.] (рос.)
- «Водний стадіон» на сайті news.metro.ru [Архівовано 4 березня 2016 у Wayback Machine.] (рос.)
- План-схема станції
- «Водний стадіон» на KartaMetro.info — Міський транспорт, виходи у місто і схема станції на супутниковій мапі Москви.
- «Водний стадіон» на Яндекс. Картах.